# الرجل الضئيل (فلم)
الرجل الضئيل (بالإنجليزية: Little Man) هو فيلم كوميدي أمريكي لعام 2006 من تأليف وإنتاج وإخراج كينن آيفوري وايانس ، وكذلك من تأليف وإنتاج مارلون ويانز وشون وايانز ، وكلاهما لعب دور البطولة. بمشاركة كل من كيري واشنطن وجون ويذرسبون وتريسي مورغان ولوشلين مونرو وشاز بالمينتري ومولي شانون.

## روابط خارجية
- مقالات تستعمل روابط فنية بلا صلة مع ويكي بيانات